# Le Destin d'un enfant
Pour plus de détails, voir Fiche technique et Distribution.
Le Destin d'un enfant  (espagnol : El maestro ; italien : Il maestro) est un film italo-espagnol réalisé par Aldo Fabrizi et Eduardo Manzanos Brochero, sorti en 1957. 

## Synopsis
Don Juan, instituteur d'un village galicien et peintre, demande à être transféré dans la capitale. Son objectif est d'assurer un avenir meilleur à son fils unique Antonio qui poursuit ses études dans la même classe où son père a été affecté. Le professeur a une grande passion pour la peinture et son fils est également très impliqué dans le domaine artistique. De retour en ville, Antonio, huit ans, meurt après avoir été renversé par une voiture alors qu'il sortait de chez lui. À partir de ce moment, toutes les aspirations et tous les projets (dont la création d'une grande école de peinture) du professeur s'effondrent. Mais un jour, un nouveau garçon apparaît dans sa classe qui s'assied au bureau de son fils et petit à petit il comblera le vide qu'il a laissé.

## Fiche technique
- Titre français : Le Destin d'un enfant ou Le Rendez-vous de Gabriel[1] ou Le Maître
- Titre original espagnol : El maestro
- Titre italien : Il maestro
- Réalisation : Aldo Fabrizi et Eduardo Manzanos Brochero
- Scénario : Mario Amendola, Aldo Fabrizi, José Gallardo et Luis Lucas Ojeda
- Pays de production :  Italie /  Espagne
- Sociétés de production : Gladiator Film (Rome), Union Films (Madrid)
- Genre : Mélodrame
- Durée : 90 minutes (1 h 30)
- Dates de sortie :
  - Italie : 8 septembre 1957 (Mostra de Venise) ; 19 février 1958 (sortie nationale)
  - Espagne : 8 novembre 1957
  - France : 13 mai 1960[1]

## Distribution
- Aldo Fabrizi : Giovanni Merino
- Edoardo Nevola : Antonio Merino
- Marco Paoletti : Gabriele
- Alfredo Mayo : chef d'établissement
- Mary Lamar : professeur Luisa
- Félix Fernández : Giulio le concierge
- Julio Sanjuán : médecin
- José Calvo : chauffeur de taxi
- Julia Caba Alba : Julia la concierge
- Julio Sanjuán : médecin